# Юдін Іван Данилович
Ю́дін Іва́н Дани́лович (*9 (22) серпня 1909, село Подкино, Сивінський район — †1 березня 1945, місто Лесьниця, Польща) — учасник Другої світової війни, Герой Радянського Союзу (19 березня 1944 року).
З 1940 року працював на Кезькому льонозаводі в Удмуртії. У Другій світовій війні з січня 1943 року. Брав участь у бойових діях на Сталінградському та Південно-Західному фронтах. Відзначився в боях при форсуванні Дніпра в районі села Губенське Запорізької області. 26 вересня 1943 року командир гармати 1248-го винищувально-протитанкового артилерійського полку резерву Головного командування 12-ї армії сержант Юдін разом із своєю обслугою, відбиваючи ворожі контратаки на захопленому плацдармі, підбив танк, знищив значну кількість живої сили противника. Був двічі поранений, але поле бою не покинув. Через декілька днів обслуга Юдіна вдруге форсувала річку, разом з десантниками відбивала атаки німецьких танків. Юдін був поранений, вмер у шпиталі.
Нагороджений орденами Леніна та Червоної Зірки, медалями.